# Lisa Kreuzer
Pour les articles homonymes, voir Kreuzer.
Lisa Kreuzer, née Elisabeth Kreuzer le 2 décembre 1945 à Hof-sur-Saale en Bavière, Allemagne, est une actrice allemande de cinéma et de télévision.

## Biographie
Ayant grandi à Hof et à Tübingen, Lisa Kreuzer fréquente de 1966 à 1969 une école d'art dramatique à Munich. De plus, elle travaille pour une maison d'édition de littérature médicale. Elle a fait ses débuts sur scène au Residenz Theater de Munich, après quoi elle est engagée dans des théâtres de Ingolstadt, Munich, Berlin et Schwäbisch Hall. 
Lisa Kreuzer fut révélée par Wim Wenders au milieu des années 1970, qui lui donna le rôle de la mère dépressive d'Alice dans Alice dans les villes. Il la fit tourner encore dans trois de ses films. Elle fut durant plusieurs années sa compagne. Par la suite, Lisa Kreuzer se tourne de plus en plus vers des productions télévisées telles Tatort, Polizeiiruf 110, Derrick et Le Renard.

## Distinctions
- 1978 : Bambi d'or pour son interprétation dans L’ami américain de Wim Wenders[1]

## Filmographie partielle
- 1974 : Alice dans les villes (Alice in den Städten) de Wim Wenders - La mère d'Alice
- 1975 : Faux Mouvement (Falsche Bewegung) de Wim Wenders - Janine
- 1976 : Au fil du temps (Im Lauf der Zeit) de Wim Wenders - Pauline, la caissière de cinéma
- 1977 : L'Ami américain (Der Amerikanische Freund) de Wim Wenders - Marianne Zimmermann
- 1977 : Inspecteur Derrick : Encaissement (Inkasso) (saison 4, épisode 9) - Lena Weyk
- 1978 : Inspecteur Derrick : Solo pour Margerete (Solo für Margarete) (saison 5, épisode 8) - Margerete/Ursula Wenk
- 1979 : Inspecteur Derrick :  Un petit coin tranquille (Ein unheimliches Haus) (saison 6, épisode 4) - Annie
- 1979 : Radio On de Chris Petit - Ingrid
- 1980 : Inspecteur Derrick : La seconde mortelle (Tödliche Sekunden) (saison 7, épisode 4) - Ina Dommberg
- 1980 : Inspecteur Derrick: L'Accident (Eine Rechnung geht nicht auf) (saison 7, épisode 13) - Helene Moldau
- 1981 : Inspecteur Derrick: le sous-locataire (Der Untermieter) (saison 8, épisode 9) - Gudrun Kaul
- 1981 : Il faut tuer Birgit Haas de Laurent Heynemann - Monica / Birgit Hass
- 1982 : Le Quatuor Basileus (Il quartetto Basileus) de Fabio Carpi - Lotte
- 1983 : L'Homme blessé de Patrice Chéreau - Elisabeth
- 1983 : Inspecteur Derrick : La petite Ahrens (Die kleine Ahrens) (saison 10, épisode 5) - Vera
- 1984 : Les Enquêtes du commissaire Maigret, épisode : La Nuit du carrefour de Stéphane Bertin - Else Andersen
- 1985 : Le Transfuge de Philippe Lefebvre - Elisabeth Steger
- 1985 : Les Loups entre eux de José Giovanni - Carla
- 1985 : Inspecteur Derrick : Les enfants de Rasko (Raskos Kinder) (saison 12, épisode 3) - Evelyn Hausner
- 1985 : Inspecteur Derrick : Un cadavre sur les bras (Ein unheimlicher Abgang) (saison 12, épisode 3) - Madame Meissner
- 1989 : Berlin-Jérusalem de Amos Gitaï - Else
- 1990 : Inspecteur Derrick : Lissy (Des Menschen Feind) (saison 17, épisode 7) - Schiska
- 2002 : Amnésie et rock n'roll (Love Crash) de Donald Kraemer - Marianne Zimmermann
- 2009 : La Douleur des retrouvailles (Liebe gegen den Rest der Welt) (TV) - Mary O'Brien
- 2012 : Disparue (Das unsichtbare Mädchen) de Dominik Graf (TV) - Lilo Emig
- 2015 : Der Bozen Krimi - Katharine Matheiner
- 2017 - 2020 : Dark (série télévisée) - Claudia Tiedemann âgée
- 2024 : Becoming Karl Lagerfeld (mini-série télévisée Disney +) : Elisabeth Lagerfeld